# Samuel W. Koster
Samuel W. Koster, né le 29 décembre 1919 à West Liberty et mort le 23 janvier 2006 à Annapolis, est un militaire américain.
Il est l'officier le plus gradé de l'armée américaine à être puni — rétrogradé de Major général à Brigadier général — dans le cadre du massacre de Mỹ Lai lors de la guerre du Viêt Nam.
Il dirige la 23e division d'infanterie (« Americal ») pendant la guerre du Viêt Nam et est Surintendant de l'académie militaire de West Point de 1969 à 1970.